# In the Shadow of Big Ben
In the Shadow of Big Ben è un cortometraggio muto del 1914 diretto da Frank Wilson.

## Trama
Un truffatore cerca di sposare una ragazza ricattandola per falso e mettendo in ginocchio la banca del suo benefattore.

## Produzione
Il film fu prodotto dalla Hepworth.

## Distribuzione
Distribuito dalla Hepworth, il film - un cortometraggio in tre bobine - uscì nelle sale cinematografiche britanniche nell'ottobre 1914.
Fu distrutto nel 1924 dallo stesso produttore, Cecil M. Hepworth. Fallito, in gravissime difficoltà finanziarie, Hepworth pensò in questo modo di poter almeno recuperare il nitrato d'argento della pellicola.